# Óscar Castellanos
Óscar Arturo Castellanos (Guadalajara, 28 aprile 1968) è un ex cestista e allenatore di pallacanestro messicano.

## Carriera
Con il Messico ha disputato tre edizioni dei Campionati americani (1992, 1997, 2003).